# Oboe (navigation)

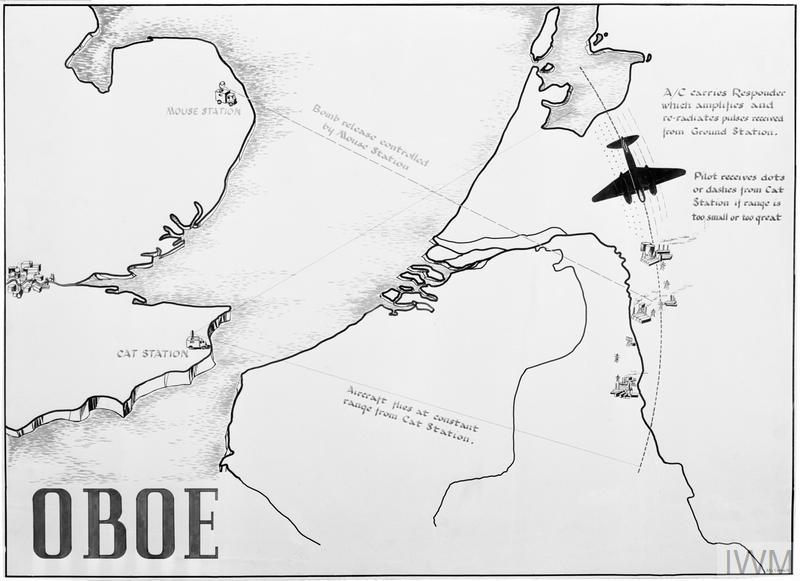
Illustration du système oboe. La station sud est le Cat qui génère des impulsions dont l'arc est défini par la distance entre la station et la cible. L'avion vole le long de l'arc à partir d'un point de départ situé à dix minutes de vol de la cible. Lorsqu'il s'approche de l'intersection avec l'arc de la station Mouse, l'avion reçoit le signal de se préparer au largage de la bombe. Lorsque l'avion atteint le point d'intersection des deux arcs, la station Mouse transmet le signal de largage des bombes.

Le oboe était un système de localisation des objectifs destiné au bombardement aérien sans visibilité et utilisé par les Britanniques au cours de la Seconde Guerre mondiale. Il était fondé sur la technologie des transpondeurs radio. Ce système a été employé la première fois en décembre 1941 à peu près à l'époque où le radar H2S fit son apparition.

## Description technique
Le oboe nécessite deux stations au sol distinctes, situées en Angleterre et suffisamment distantes l'une de l'autre, pour émettre un signal à un bombardier orienteur-marqueur Mosquito équipé d'un transpondeur. Le transpondeur réémet les signaux qui sont alors reçus par les deux stations au sol. En mesurant le temps que met le signal à faire l'aller-retour on peut déterminer la distance du bombardier par rapport à chacune des stations.
Chaque station oboe définit par radiotélémétrie un cercle dont le rayon est déterminé de telle sorte que l'intersection des deux cercles se fasse au-dessus de la cible. Le Mosquito vole le long de la circonférence définie par une des stations — qu'on appelle Cat (« chat ») — et largue sa charge (soit des bombes, soit des dispositifs éclairants selon le type de mission) lorsqu'il atteint le cercle défini par l'autre station — qu'on appelle Mouse (« souris »). Il existait un réseau de stations oboe dans le sud de l'Angleterre, chaque station pouvant être opérée comme Cat ou comme Mouse selon les besoins.
Le tout premier oboe « Mark 1 » était une adaptation de la technologie du Chain Home qui opérait en haut de la bande des VHF à la fréquence de 200 MHz, soit 1,5 m de longueur d'onde. Les deux stations émettaient une série d'impulsions à la fréquence d'environ 133 par seconde. La longueur de chaque impulsion pouvait être courte ou longue de telle sorte qu'elle était reçue par l'avion comme un trait ou un point en code Morse. La station Cat envoie une série continue de points si l'avion est trop près et une série continue de traits si l'avion est trop loin, le pilote peut ainsi apporter les bonnes corrections à son cap. Les Allemands ont utilisé une méthode similaire avec le Knickebein.
D'autres lettres du code Morse peuvent également être émises, par exemple pour informer l'équipage du Mosquito qu'il se trouve à une distance déterminée de son objectif. La station Mouse, quant à elle, va émettre une série de cinq points et d'un trait pour indiquer qu'il faut larguer la bombe. Elle est équipée d'un viseur de bombardement, appelé « Micestro », pour déterminer le moment du largage. Ceci permettait de ne pas embarquer le système de visée à bord du Mosquito dès lors qu'il était sous contrôle de la station au sol.
Bien que le oboe ait été essayé contre Essen en janvier 1943, il a été très peu utilisé pour de grands complexes industriels tels que ceux de la région de la Ruhr.
Le principe du oboe a été imaginé par Alec Reeves de la Standard Telephones and Cables (en) et mis en œuvre dans le cadre d'un partenariat avec Francis Jones du TRE. Le Dr Denis Stops faisait également partie de l'équipe et devint par la suite un physicien de premier plan au University College de Londres. Les recherches de Denis Stops sur le oboe étaient si secrètes que pour pouvoir les poursuivre tranquillement il était inscrit comme commandant d'escadre dans un escadron d'orienteurs–marqueurs de la RAF. Il a surtout contribué à développer les systèmes embarqués en lien avec les systèmes au sol. Le dispositif localisait l'objectif par triangulation.

## Historique des opérations
Le oboe est utilisé pour la première fois par des bombardiers lourds Short Stirling dans l'attaque de Brest en décembre 1941.
En décembre 1942, le système oboe embarqué sur Mosquito est expérimenté à Lutterade. La moitié des oboes testés présente des dysfonctionnements d'origines diverses.

Ces essais sont conduits à peu près au moment où le radar H2S fait son apparition.

Les Allemands, en observant que le vol des Mosquitos guidés par le oboe décrit un arc de cercle, peuvent prévoir leur route. De ce fait, les Mosquitos deviennent vulnérables. Cet inconvénient est compensé en partie par leur vitesse et leur altitude qui les rendent très difficiles à intercepter.

En raison de cette trajectoire circulaire, les Allemands surnomment le système « boomerang ». L'inconvénient majeur du oboe est qu'il fonctionne « à vue » si bien que la courbure de la Terre ne permet que d'aller jusqu'à la région industrielle de la Ruhr mais pas plus au-delà à l'intérieur de l'Allemagne.
Le oboe est extrêmement précis. Dans son livre Most Secret War (la guerre la plus secrète), le physicien britannique Reginald Victor Jones écrit :

« Ainsi qu'il nous apparut, le oboe a été le système de bombardement le plus précis de toute la guerre. Il était si précis que nous avons même dû nous poser la question de l'exactitude des mesures géodésiques sur le continent effectuées par l'administration et qui étaient établies sur une triangulation par rapport au droit de Douvres. »

Avec une erreur sur le rayon du cercle de l'ordre de 100 m, à une distance de 400 km, le oboe est pratiquement aussi exact qu'un viseur de bombardement optique. À la fin de la guerre, il est utilisé dans des opérations humanitaires pour aider au largage de nourriture sur les Pays-Bas toujours occupés par les Allemands dans le cadre de l'opération Manna. Les points de largage sont déterminés en accord avec la Résistance des Pays-Bas et, grâce au oboe, les conteneurs de nourriture touchent le sol dans un rayon de 30 m autour du point théorique.
Il a fallu plus d'un an aux Allemands pour comprendre comment fonctionne le système. C'est l'ingénieur H. Widdra qui finit par percer le secret du oboe en août 1943 depuis la station radio-électrique de poursuite « Maibaum » située à Kettwig près d'Essen au cours de l'attaque britannique sur les aciéries de Bochumer Verein. C'était déjà Widdra qui avait détecté récemment le Pip Squeak de l'IFF anglais.
Les Allemands ont tenté de brouiller les signaux du oboe sur la bande des 200 MHz, mais dans le même temps les Britanniques, avec le nouveau oboe Mk II, déplacent la fréquence d'émission sur 3 GHz (10 cm) et n'utilisent plus l'ancienne fréquence d'émission que pour tromper l'ennemi. La ruse est finalement découverte en juillet 1944 après qu'un opérateur se soit trompé dans la transmission des informations pour un largage en utilisant par erreur les signaux du Mk. I.
Le Mk. III, plus sophistiqué, fait son apparition en avril 1944. Quatre avions peuvent opérer sur la même fréquence et le système peut gérer des approches plus complexes que les simples approches radiales.

## Dispositifs proches
Les Allemands ont improvisé un dispositif assez proche du concept du oboe, dont le nom de code était Egon destiné au bombardement du front de l'Est sur une petite échelle. Il utilisait deux radars Freya pour jouer les rôles du Cat et du Mouse ; ces deux unités Egon Freya étaient situées à environ 150 km l'une de l'autre et les avions avaient à leur bord un IFF bicanal pour leur répondre. Malgré les efforts colossaux des Allemands pour développer différents moyens de navigation électroniques, ils n'ont jamais mené ce concept plus au-delà.
En plus de sa portée limitée, le oboe avait une autre faiblesse : il ne pouvait être utilisé que par un seul avion à la fois. De ce fait, les Britanniques ont dû le repenser et ont conçu un nouveau système appelé Gee-H (en) (ou plus simplement « G-H ») basé exactement sur le même principe et dont la seule différence tenait à ce que c'était l'avion qui embarquait l'émetteur qui se synchronisait avec les stations au sol à l'aide du transpondeur.
Grâce à ce système plusieurs avions pouvaient utiliser les stations au sol en même temps parce qu'un facteur aléatoire était introduit dans l'émission des impulsions. Ainsi le système de réception de l'avion devait faire coïncider sa propre séquence avec celle renvoyée par le transpondeur. Chaque cycle émission–réception via le transpondeur prenait 100 millisecondes ce qui permettait un maximum théorique de 100 000 interrogations par seconde rendant rarissimes les collisions d'informations. La capacité pratique du système était d'environ 80 avions simultanément.
Le nom « Gee-H » prête à confusion car le système est très proche du système oboe et n'a que peu à voir avec le GEE. Le nom de GEE–H a apparemment été adopté en raison de sa fréquence d'opération de 20 à 85 MHz similaire à celle du GEE. Sa précision était cependant proche de celle du oboe.

## À l'écran
On aperçoit le oboe dans l'épisode Lost sheep de la série télévisée Secret Army qui met en scène la recherche — grâce au oboe — d'un aviateur abattu par la Luftwaffe.

### Attribution
- (en) Cet article reprend des textes dans le domaine public de Greg Goebel.
- (en) Greg Goebel / In The Public Domain